# M60 Patton
Il carro armato M60 è stato un carro armato da combattimento di seconda generazione sviluppato negli Stati Uniti d'America, costruito in oltre 15 000 esemplari in quattro varianti. È stato adottato dallo U.S. Army, dal Corpo dei Marines, dalla NATO e altre nazioni.

## Caratteristiche
L'M60 è stato il successore del M47 Patton e del M48 Patton ma pur condividendo con entrambi i mezzi innumerevoli soluzioni tecniche, nonché avendo una sagoma molto simile il carro non fa parte della famiglia dei carri Patton.
L'M60 è stato introdotto nel 1960 ed è tuttora in servizio presso alcuni eserciti.

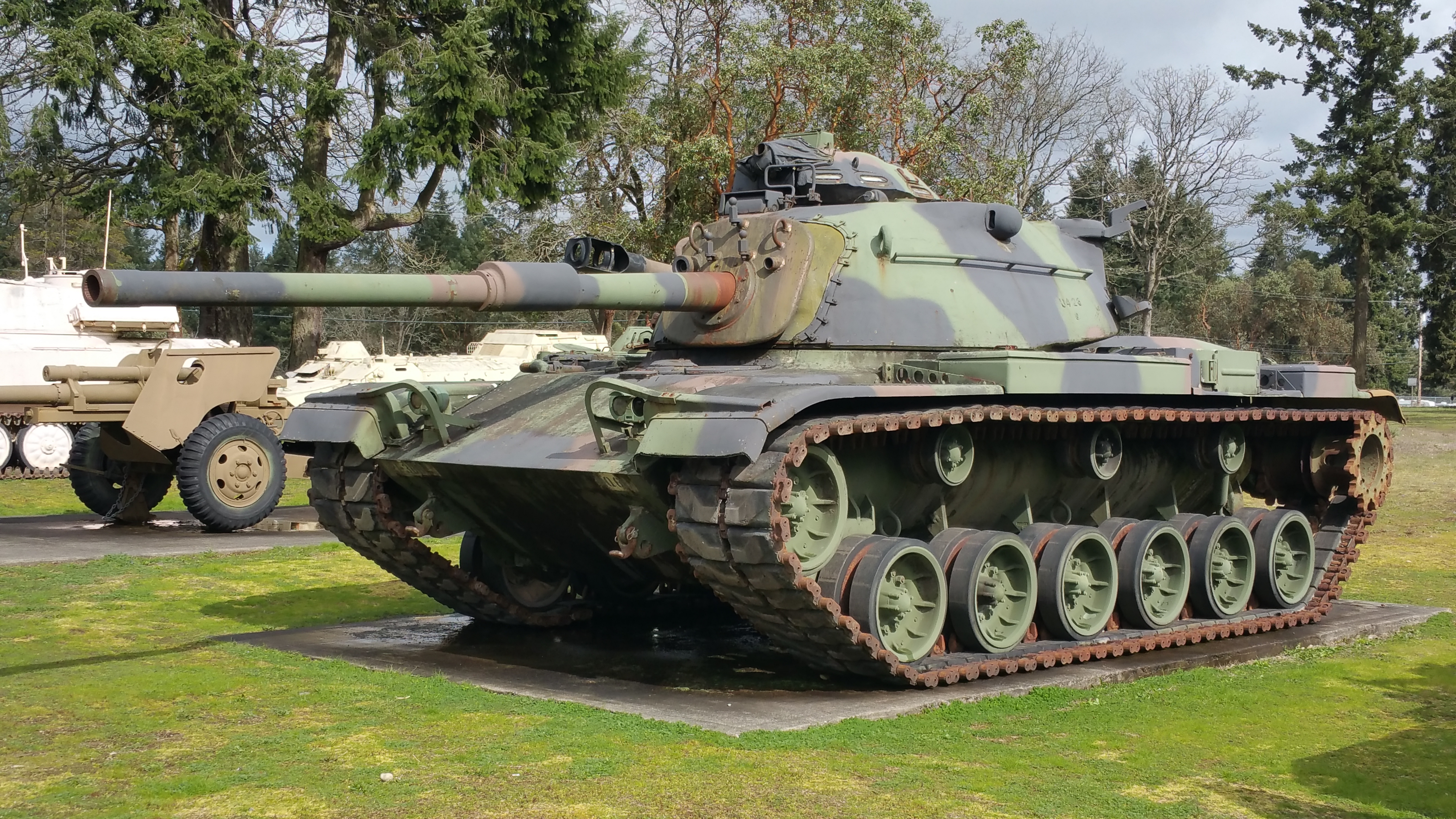
Un M60 di prima produzione esposto al Lewis Army Museum

La struttura della torretta era stata prevista fin dall'inizio per il cannone inglese Royal Ordnance L7 da 105 mm, una notevole innovazione, mentre il motore era un Diesel, la corazza migliorata. Si rivelò un mezzo discusso e criticabile, molto più costoso dell'M48 e troppo grosso specie per il teatro europeo, dove l'unica nazione ad acquistarlo prontamente fu l'Italia, con 300 mezzi. In seguito esso è stato aggiornato più volte, grazie alla sua capacità di spazio interno.
I suoi difetti erano principalmente legati alla sua eccessiva altezza: mentre i carri sovietici, in un'ipotetica invasione dell'Europa, dovevano essere piccoli e sfuggenti per essere il meno possibile visibili, i carri NATO avrebbero potuto contare su buche e fortini d'appostamento dove difendersi più efficacemente. Restava comunque un'alta torretta che doveva per forza essere allo scoperto.
Non fu di sicuro il carro più protetto della sua categoria (poteva essere distrutto da un T-62 a 1 500 metri con un tiro diretto nella parte frontale) ma dopo vari aggiornamenti era in grado di resistere a un colpo frontale di RPG-7 o un altro razzo anticarro simile.
La versione denominata M60A2 è stata concepita per il combattimento anticarro a lungo raggio; armato con un cannone corto da 152 mm che poteva lanciare missili "Shillelagh" (equivalenti al KOBRA del T-80) nonostante queste innovazioni il progetto fu un fallimento, venne presto abbandonato e i pochi carri prodotti entrati in servizio nel 1974 furono ritirati dal servizio nel 1981 e convertiti in carri del genio.
La versione denominata M60A3 ha sostituito il telemetro stereoscopico con un telemetro laser, oltre ad altri miglioramenti come il tipo di cingoli, alternatore più potente e altri miglioramenti minori, è entrata in servizio nel 1978. La versione M60A3 TTS (Tank Thermal Sight) equipaggiata con un visore termico passivo è entrata in servizio nel 1980.
Con l'inizio della produzione dei nuovi M1 Abrams, di gran lunga superiori all'M60, l'US Army li vendette ai paesi "amici" tra i quali Israele, che ne potenziò l’armamento (un 105 mm ad alta pressione), la corazzatura (circa triplicata), una nuova torretta e un nuovo motore. Ribattezzato Magach entrò in servizio e fu ammodernato molte volte fino all'ultimo modello, il 7c, che è stata la più prodotta e utilizzata.

## Ammodernamenti
Significativi ammodernamenti furono apportati dagli israeliani che durante la guerra del Kippur registrarono pesanti perdite delle loro forze corazzate. Molti degli M60 risultavano scarsamente protetti per le esigenze delle forze di difesa israeliane, specialmente se paragonati con i carri sovietici T-72  degli altri Paesi. Dopo la guerra il primo passo fu quello di potenziare il cannone M68 da 105 mm sostituendolo con un L7 britannico ad alta pressione che ne aumentò la potenza perforante totale. Il secondo passo fu quello di aumentare la corazzatura frontale e laterale, quasi triplicandola, così che anche la bocca da fuoco di 115 mm del T-62 avesse difficoltà a perforarne i lati. Il terzo e ultimo passo fu una nuova torretta con nuovi sistemi di puntamento, derivati dal Merkava e da un nuovo design. Ribattezzato Magach entrò in servizio e fu ammodernato molte volte fino all'ultimo modello, il 7c. Con tutte queste migliorie i Magach erano in grado di affrontare i T-62 e T-54/55 e avere qualche chance in più nei confronti del T-72, anche se col suo cannone da 125 mm quest’ultimo poteva penetrare la corazza del Magach in qualsiasi punto.
Altra importante realizzazione israeliana è stato il carro Sabra, un'altra versione migliorata dell'M60 Patton, che includeva miglioramenti simili al Magach 7c, ma con la sostanziale differenza nell'armamento principale costituito da un cannone da 120 mm, lo stesso del Merkava 3.
Altro più recente e importante ammodernamento degli M60 è quello realizzato dall'italiana Leonardo per il Reale esercito del Bahrain.
L'ammodernato con tecnologie e strumentazioni di bordo all’avanguardia, prevede la sostituzione del cannone standard con un cannone da 120/45 mm, lo stesso in dotazione all'autoblindo Centauro II, con un sistema di controllo del tiro (FCS) di ultima generazione, che integra ottiche per la visione diurna e notturna, con visore all'infrarosso. Le tecnologie utilizzate per l’ammodernamento dell’M60 (FCS), visione all’infrarosso e cannone da 120 mm, sono state interamente progettate e prodotte dalla Leonardo, così come i sistemi che consentono di migliorare le prestazioni della torretta.
L'ammodernamento della Leonardo integra, inoltre, insieme a un elevato livello di protezione balistica, una nuova torretta a controllo remoto "Hitrole", che consente una sorveglianza panoramica a 360°, permettendo all’equipaggio di operare da posizione protetta e comprende anche l'incremento della potenza del motore garantendo un aumento del rapporto potenza/peso. Altri miglioramenti riguardano l'incremento della protezione del veicolo e l'installazione di un sistema anti incendio e anti esplosione consentendo di salvaguardare la sicurezza dell’equipaggio. Tutti questi miglioramenti, grazie alla revisione generale dei principali sottosistemi di bordo, permettono di incrementare le capacità del veicolo e di estenderne la vita operativa con notevoli vantaggi economici per gli operatori.

### L'impiego operativo in Italia

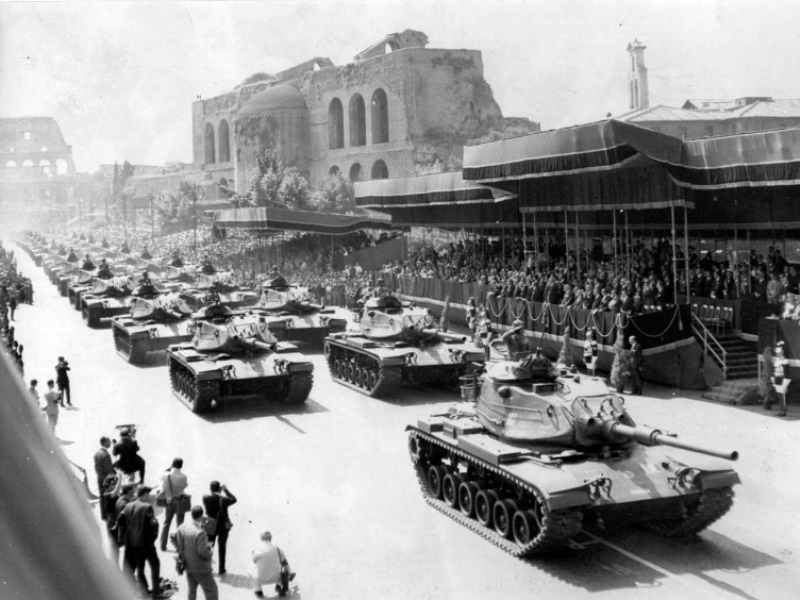
Carri M60A1 ai Fori Imperiali il 2 giugno 1965

Nel 1965 il Capo di stato maggiore dell’Esercito Italiano, generale Giuseppe Aloia, decise di avviare il piano per la sostituzione dei carri M47 in servizio con un mezzo più moderno, che fu individuato nel carro Chrysler M60A1 Patton. Il piano di acquisizione, dal valore di 600 miliardi di lire, prevedeva l’acquisto di 800 carri, di cui 100 da acquistare direttamente dalla casa costruttrice e 700 da produrre su licenza presso gli stabilimenti della OTO Melara. Nel febbraio 1966 il nuovo Capo di stato maggiore, generale Giovanni de Lorenzo, decise di tagliare il numero di quelli da costruire su licenza a 200, la cui realizzazione terminò nel 1970. I primi M60A1 entrati in servizio andarono a equipaggiare il 31º Reggimento corazzato della 131ª Divisione corazzata "Centauro", e vennero fatti sfilare durante la parata militare ai Fori Imperiali tenutasi il 2 giugno 1965.
Successivamente i vertici militari decisero che gli M60A1 sarebbero stati assegnati integralmente alla 132ª Divisione corazzata "Ariete", formata dalla 132ª Brigata corazzata "Manin", dalla 32ª Brigata corazzata "Mameli", e dalla 8ª Brigata bersaglieri "Garibaldi". Con lo scioglimento della 32ª Brigata corazzata "Mameli" la Divisione corazzata "Ariete" fu trasformata nella omonima 132ª Brigata corazzata formata da 131º e 132º Reggimento carri.
Nel corso del 1993, nell’ambito dell’operazione Ibis in Somalia, vennero acquistati a titolo gratuito dieci carri M60A1 provenienti dal surplus dell’US Marine Corps, che furono sottoposti a un programma di ammodernamento designato RISE (Reliability Improvement of Selected Equipment) che prevedeva l’adozione di numerose modifiche tra le quali una corazzatura di tipo passivo, un sistema di stabilizzazione su due assi per il cannone, un lanciagranate fumogene M239, delle nuove radio, un sistema per la produzione di cortine fumogene e una mitragliatrice coassiale M240. con il termine delle operazioni in Somalia nel marzo 1994 i carri vennero restituiti agli americani. Il modello M60A1 venne definitivamente radiato dal servizio il 6 maggio 1995.

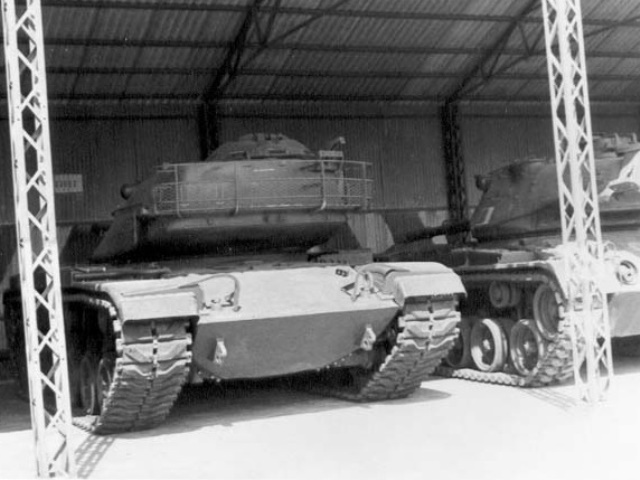
M60A1 in esercitazione
M60A1 al rientro da una esercitazione
M60A1 della 4ª Compagnia del 10º Battaglione Carri "M.O. Bruno" della 132ª Brigata corazzata "Manin" in colonna verso l'area addestrativa

## Varianti
- M60: prima versione di produzione con cannone M68 e motore AVDS-1790-2A, prodotta tra il 1960 e il 1962[11]
- M60A1: versione con modifica alla sagoma anteriore della torretta, protezione dello scafo migliorata e modifiche all'idraulica
  - M60A1 AOS: M60A1 con cannone stabilizzato (Add-On Stabilization)[12]
  - M60A1 RISE: Reliability Improvement Selected Equipment con motore AVDS-1790-2C RISE, impianto elettrico dello scafo modificato, cingoli T142, lanciafumogeni M239 e sistema VEESS per la distensione di una cortina fumogena[12]
    - M60A1 RISE+: sistemi di visione notturna per conducente e comandante, cannone M68E1 e mitragliatrice M240
    - M60A1 RISE Passive: versione che adotta le modifiche dell'M60A1 RISE+ con aggiunta di kevlar nella corazzatura della torretta, motore AVDS-1790-2D, supporti per la corazza reattiva e visore notturno AN/VVS-2
- M60A2: versione con cannone M162 da 152 mm e telemetro laser, prodotta in 526 esemplari in servizio tra il 1972 e il 1981[13]

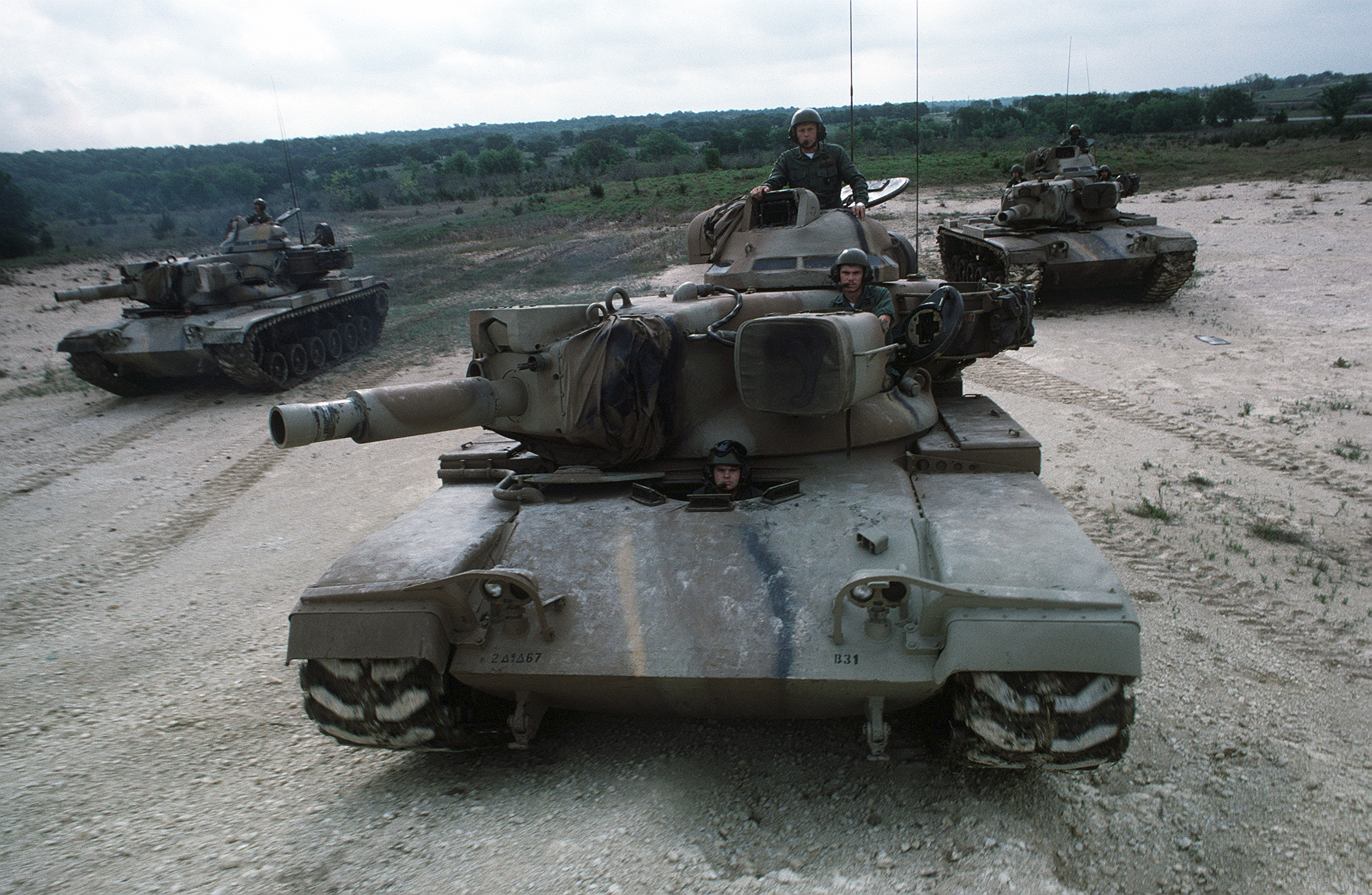
M60A2 durante un'esercitazione

- M60A3: versione con torretta aggiornata, treno di rotolamento in acciaio, telemero laser e computer balistico allo stato solido
  - M60A3 TTS: M60A3 dotato di un mirino termico Raytheon AN/VSG-2 (Tank Thermal Sight)

### Versioni specializzate
- M60 AVLB: versione gettaponte prodotta in 400 esemplari[14]
- M60 AVLM: versione derivata dall'M60 AVLB in grado di trasportare fino a due M58 MICLIC, senza ponte
- M60 VLPD 26/70E: versione gettaponte spagnola ottenuta installando un ponte Leguan sullo scafo di un M60A1[15]
- M60 Tagash: versione gettaponte israeliana con cingoli e sospensioni derivati da quelli del Merkava
- M60 Panther MDCV: Mine Detection and Clearing Vehicle, M60 senza torretta e con un sistema di sminamento che può essere condotto da due uomini oppure a distanza[16]

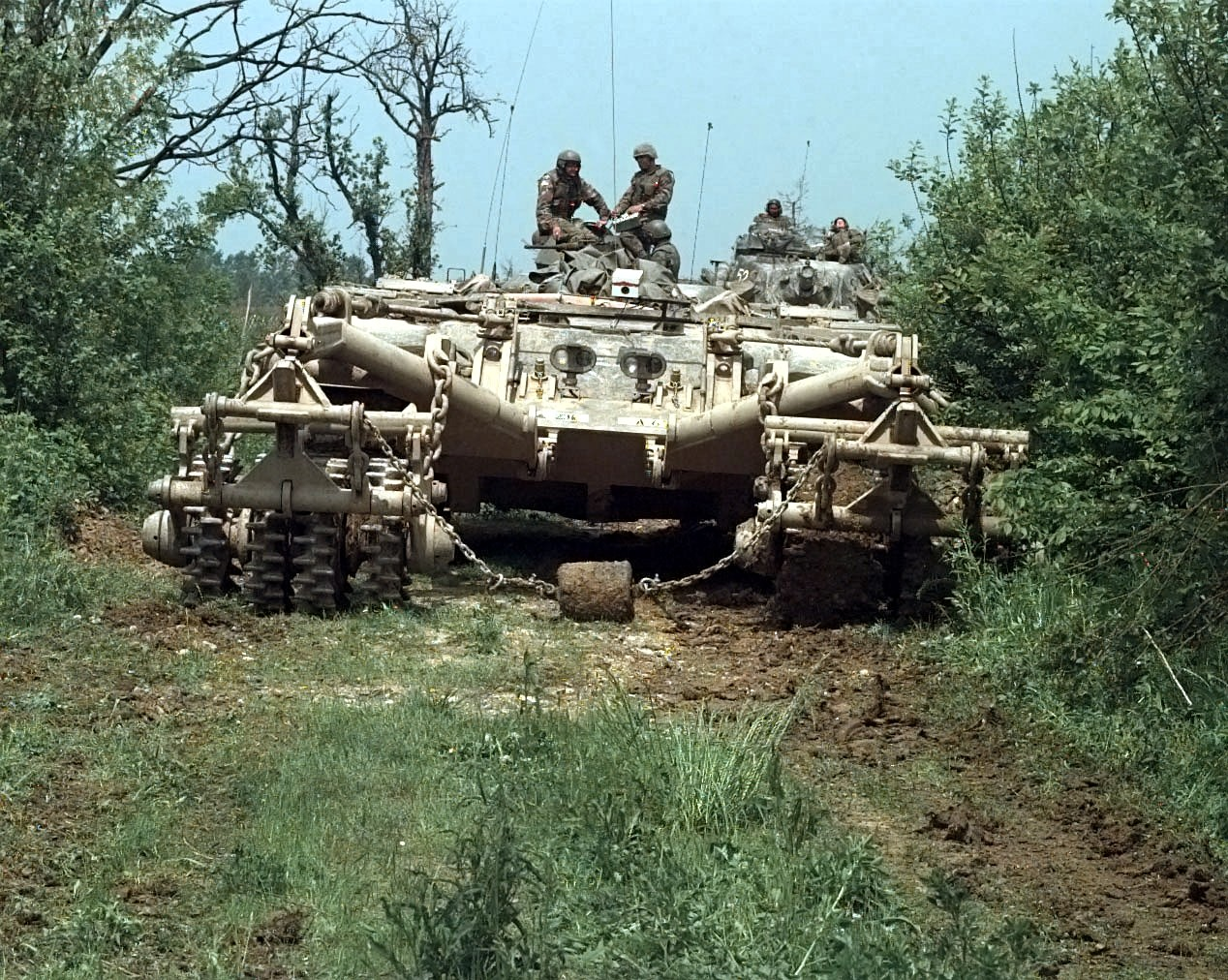
Un M60 Panther MCDV impiegato nell'Implementation Force

- Al-Monjed M60 ARV: versione da recupero giordana. 82 prodotti dalla conversione di altrettanti M60A1 RISE
- M60 CZ-10/25E Alacrán: veicolo del genio spagnolo realizzato su scafo di M60A1 RISE[15]

### Versioni straniere

#### Iran
- Samsam: aggiornamento dell'M60A1 dotato di corazza reattiva e sistema di puntamento prodotto localmente[17]

#### Israele
- Magach 6: M60, M60A1 e M60A3 ammodernati con una cupola Urdan e corazza reattiva Blazer
- Magach 7: M60A1 e M60A3 con motori AVCR-1790-5A da 908 cv, corazza passiva, nuovo sistema di puntamento e cingoli del Merkava

#### Turchia
- M60T Sabra I: M60A1 ammodernato con motore AVDS-1790-5, nuove sospensioni e cannone M251 da 120 mm[18][19]
- M60T Sabra II: M60A3 ammodernato con un nuovo sistema di puntamento, torretta elettroidraulica, corazza passiva modulare Orlite, corazza SLAT per la torretta, motore RENK MTU 881 da 1 000 hp, sospensioni e cingoli del Merkava Mk. IV[20]
- M60T Sabra III: Sabra II con corazzatura modulare migliorata e sistemi di difesa attivi Radar warning receiver e infrarossi[20]
  - M60TM: ammodernamento turco del Sabra III con un sistema di puntamento Aselsan, il sistema di protezione attiva Aselsan PULAT, un sistema di difesa Laser Warning Receiver, cannone M253 da 120 mm, torretta remotizzata con mitragliatrice da 12,7 mm o lanciagranate da 40 mm[21]

#### Altre versioni
- M60 Phoenix: aggiornamento giordano degli M60A3 con un cannone RUAG L/50 da 120 mm a canna liscia, jammer infrarossi, corazza reattiva e Laser Warning Receiver[22]
- CM-11 Brave Tiger: versione taiwanese sviluppata da General Dynamics e dall'esercito taiwanese con scafo di M60A3, torretta di M48A3 e sistema di puntamento dell'M1 Abrams.[23]

## Utilizzatori
Arabia Saudita
- Reale forza terrestre saudita

910 M60A1 RISE e M60A1 RISE Passive acquistati tra gli anni '70 e '80 e successivamente aggiornati a M60A3. Altri M60A3 acquistati nel 1990 da surplus statunitense. Circa 370 M60A3 in servizio nel 2022.
 Argentina
- Ejército Argentino

1 M60A1 acquistato nella prima metà degli anni '70 per prove di valutazione a cui non ha fatto seguito un acquisto a causa del Colpo di Stato del 1976. L'M60 non è mai entrato in servizio ed è stato esposto come gate guardian presso la base militare di Campo de Mayo.
 Austria
- Bundesheer

Circa 120 M60A1 acquistati nel 1962 e introdotti in servizio nel 1964, in seguito aggiornati a M60A3, seguiti da ulteriori 50 M60A3 acquistati all'inizio degli anni '80. Gli ultimi esemplari sono stati ritirati dal servizio nel 1998.
 Bahrein
- Reale esercito del Bahrain

180 M60A3 acquistati tra il 1993 e il 1996. Nel 2017 Leonardo ha presentato una proposta di aggiornamento che includeva un nuovo motore da 950 hp, torretta Hitfact, una torretta Hitrole Light, una corazza migliorata e un cannone da 120/45 con un nuovo sistema di puntamento.
 Bosnia ed Erzegovina
- Forze armate della Bosnia ed Erzegovina

45 M60A3 donati dagli Stati Uniti nel 1996 come parte del programma Train and Equip.
 Brasile
- Exército Brasileiro

Tra il 1996 e il 1997 ha ricevuto in leasing 91 M60A3 TTS, poi definitivamente acquistati. I carri sono entrati in servizio nel 20º Reggimento corazzato della 4ª Brigata di cavalleria meccanizzata di stanza a Dourados. 28 in condizioni operative.
 Egitto
- Al-Quwwāt al-Barriyyat al-Miṣriyya

Circa 50 M60A1 catturati durante la guerra del Kippur, 700 M60A1 RISE e 1 600 M60A3 acquistati tra il 1986 e il 2002, di cui si stima che 300 M60A1 e 850 M60A3 siano ancora in servizio.
 Giordania
- Al-Quwwāt al-Barriyya al-Urdunniyya

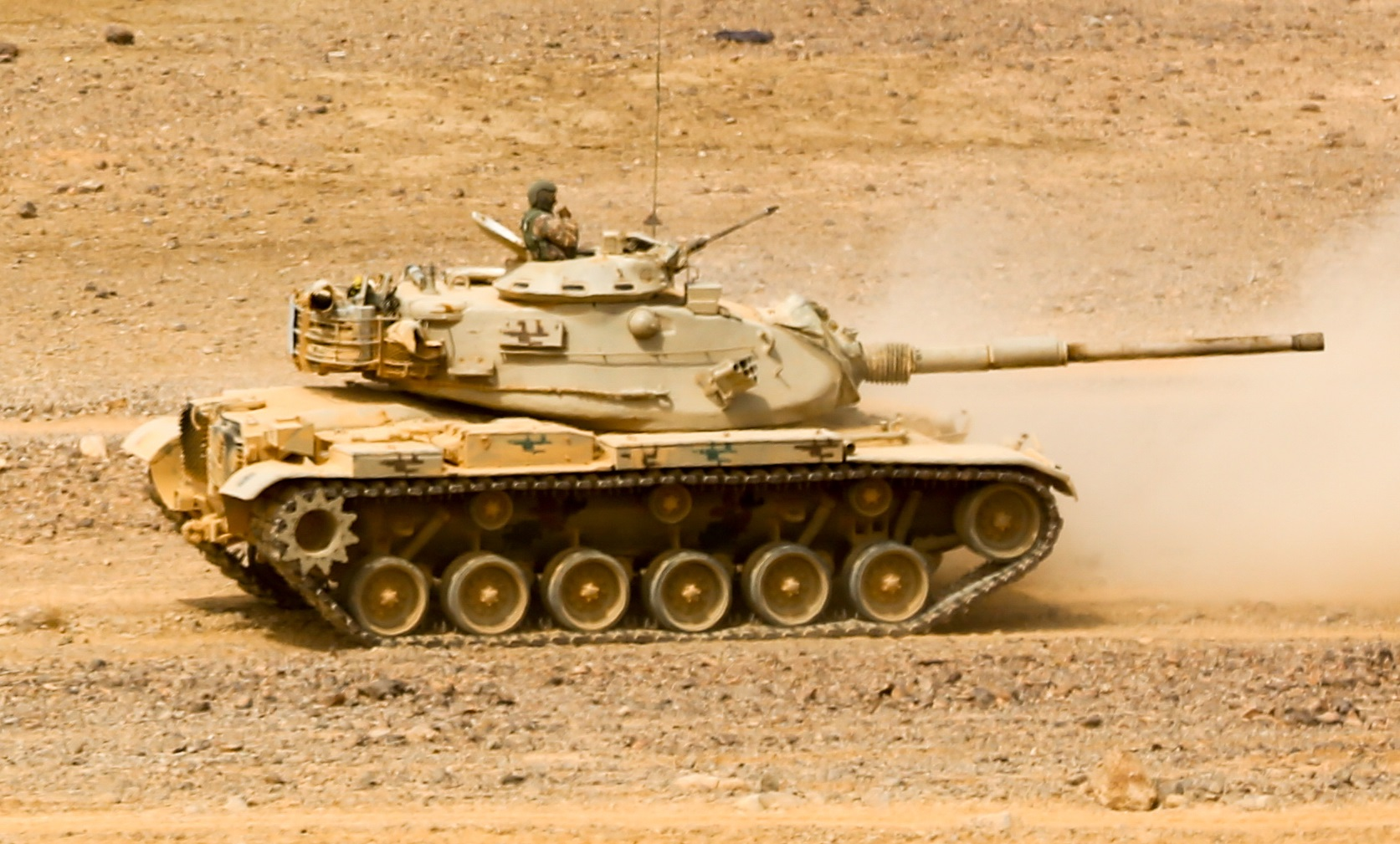
M60A3 dell'esercito giordano

240 M60A3 acquistati di seconda mano negli anni '90 dalla Army National Guard. 182 aggiornati a M60 Phoenix.
 Grecia
- Ellinikós Stratós

359 M60A1 RISE e 312 M60A3 TTS acquistati nel 1992 da surplus statunitense. Gli M60A1 sono stati ritirati nel 2009, 100 M60A3 TTS sono mantenuti in riserva.
 Iran
- Esercito della Repubblica Islamica dell'Iran

460 M60A1 acquistati nella prima metà degli anni '70, di cui si stima che 150 siano ancora attivi.
 Israele
- Zro'a Ha-Yabasha

Magach 6 e Magach 7, ritirati dal servizio nel 2014. 10 Tagash in servizio nel 2022.
 Italia
- Esercito Italiano

100 M60A1 consegnati tra il 1965 e il 1966, 200 costruiti su licenza da OTO Melara tra il 1969 e il 1970, 10 M60A1 RISE provenienti da surplus dello United States Marines Corps ottenuti nel 1993 pagando solamente le spese di trasporto dagli Stati Uniti alla Somalia. Sono stati assegnati alla Divisione corazzata "Centauro" e alla Divisione corazzata "Ariete", e a due compagnie carri del contingente italiano operante in Somalia tra il 1993 e il 1994. Gli ultimi M60 sono stati ritirati dal servizio nel 1995.
 Libano
- Esercito libanese

10 M60A3, di cui 4 M60A3 TTS e 6 M60A3 IFCS, consegnati nel 2009.
 Libia
- Esercito libico

Almeno 3 M60A1 donati dalla Turchia nel 2021
 Marocco
- Armée royale

60 M60 acquistati nel 1973. 300 M60A1 acquistati di seconda mano dagli Stati Uniti tra il 1991 e il 1994, 120 M60A3 TTS e 7 M60A1 acquistati nel 1997. Tutti gli M60A1 sono stati aggiornati a M60A3 negli anni '90 e 140 sono stati aggiornati a M60A3 TTS nel 2009. 197 M60A3 e 260 M60A3 TTS in servizio nel 2021.
 Oman
- Reale esercito dell'Oman

6 M60A1 e 73 M60A3 in servizio nel 2022.
 Portogallo
- Exército Português

80 M60A3 TTS ricevuti da surplus statunitense nel 1993, 12 nel 1995 e 1 nel 1996 per un totale di 93 carri. Gli ultimi esemplari sono stati ritirati dal servizio nel 2018.
 Singapore
- Esercito di Singapore

12 M60 AVLB in servizio nel 2022.
 Spagna
- Ejército de Tierra

50 M60A1 e 244 M60A3 TTS ricevuti da surplus statunitense nel 1992 come conseguenza della sottoscrizione del Trattato sulle forze armate convenzionali in Europa  che sono stati ritirati entro il 2004. Alcuni sono stati convertiti in veicoli del genio CZ-10/25E Alacrán e in veicoli gettaponte. 38 CZ-10/25E, 7 M60A1 AVLB e 12 M60 VLPD 26/70E in servizio.
- Infantería de Marina

16 M60A3 TTS in servizio dal 1993 al 2020.
 Stati Uniti
- United States Army
- United States Marine Corps

M60A1; gli ultimi M60A1 RISE Passive sono stati ritirati dal servizio nel 1991.
- Army National Guard

Gli ultimi M60A3 TTS sono stati ritirati dal servizio nel 1997.
 Sudan
- Esercito sudanese

20 M60A1 in servizio nel 2022.
 Taiwan
- Zhōnghuá Mínguó Lùjūn

450 M60A3 TTS, acquistati nel 1994 da surplus statunitense.
- Zhōnghuá Mínguó Hǎijūnlùzhàndùi[56]

 Thailandia
- Kongthap Bok Thai

53 M60A1 RISE e 125 M60A3 TTS acquistati di seconda mano dagli Stati Uniti alla fine degli anni '90.
 Tunisia
- Esercito tunisino

30 M60A1 e 54 M60A3.
 Turchia
- Türk Kara Kuvvetleri

Ottenuti attraverso il Trattato sulle forze armate convenzionali in Europa. 619 M60A3 TTS e una stima di 166 M60T, con questi ultimi in fase di aggiornamento a M60TM.
 Ucraina
- Forze terrestri ucraine

Alcuni M60 AVLB donati dagli Stati Uniti nel 2023.
 Yemen
- Esercito yemenita

64 M60A1 RISE Passive consegnati alla Repubblica Araba dello Yemen alla fine degli anni '70.

### Periodici
- Filippo Cappellano, Fabrizio Esposito, Daniele Guglielmi, Mezzi corazzati e blindati dell’Esercito Italiano 1945-2015 Vol.1, in Storia Militare Dossier, n. 24, Parma, Ermanno Albertelli Editore, marzo-aprile 2016 2015.
- Giuliano Da Frè, Il rinnovamento dell'esercito brasiliano, in RID- Rivista Italiana Difesa, n. 9, Chiavari, Giornalistica Riviera Soc. Coop. s.r.l., settembre 2015,  pp. 64-75.